# Ivan Božović
Ivan Božović (in serbo Иван Божовић?; Kragujevac, 26 maggio 1990) è un calciatore serbo, difensore svincolato.

## Palmarès

### Club

#### Competizioni nazionali
- Coppa di Malta: 1

Balzan: 2018-2019